# Paston Letters
De Paston Letters is een verzameling brieven, papieren en belangrijke (staats)documenten, geschreven door leden van de uit East Anglia afkomstige familie Paston. De geschriften beslaan de periode van 1422 tot 1509 en bevatten een geschiedkundig zeer waardevol verslag over hun leven gedurende drie generaties.
De documenten beslaan de soms roerige regeringsperioden van Hendrik VI, Eduard IV, Richard III en Hendrik VII. De familie weet in deze periode vanaf een relatief eenvoudige achtergrond uit te groeien tot een invloedrijke dynastie die tot het adeldom weet op te klimmen. Zij deden dit door op handige manier gebruik te maken van de economische en politieke omstandigheden van hun tijd en door gunstige huwelijken te sluiten. Het wedervaren van de familie wordt beschreven in vele aspecten. Aan de orde komen het gewone dagelijkse leven, sociale gebeurtenissen, financiële en juridische zaken. Ook krijgt men een indruk van wat men in de hogere kringen zoal las, wat men aan kleding droeg, waar men over sprak, maar ook over het vele geweld dat voorkwam in de troebelen van hun tijd, zoals de Zwarte Dood, de Rozenoorlogen enzovoort.
Een van de laatste vertegenwoordigers van de familie, William Paston, 2e graaf van Yarmouth (1562 – 1732) verkocht een groot deel van de documenten in het begin van de 18e eeuw aan de antiquaar Peter le Neve. Na diens dood in 1729 kwamen ze in handen van Thomas Martin van Palgrave, die trouwde met de weduwe van le Neve. Na diens overlijden waren ze korte tijd in het bezit van John Worth, een apotheker uit Diss, waarna ze verkocht werden aan ene John Fenn uit East Dereham. Fenn zag er wel iets in en publiceerde in 1787 een selectie uit de brieven die twee delen omvatte. Deze publicatie wekte veel belangstelling, ook bij koning George III, die hem het ridderschap verleende toen Fenn de manuscripten schonk aan de Royal Library. In 1789 publiceerde Fenn nog twee delen; een vijfde deel verscheen in 1825.
De manuscripten van Fenns werk raakten echter zoek, waarop twijfel ontstond aan de authenticiteit van de documenten. De beschuldiging van vervalsing kon echter worden weerlegd toen de papieren, en nog meer ontdekt materiaal, op diverse plaatsen werd teruggevonden. Het grootste deel van de brieven en andere documenten bevindt zich nu in het British Museum, een gedeelte in de Bodleian Library in Oxford, Magdalen College en het Pembroke College van de Universiteit van Cambridge. 